# Ferdinand Schlachter

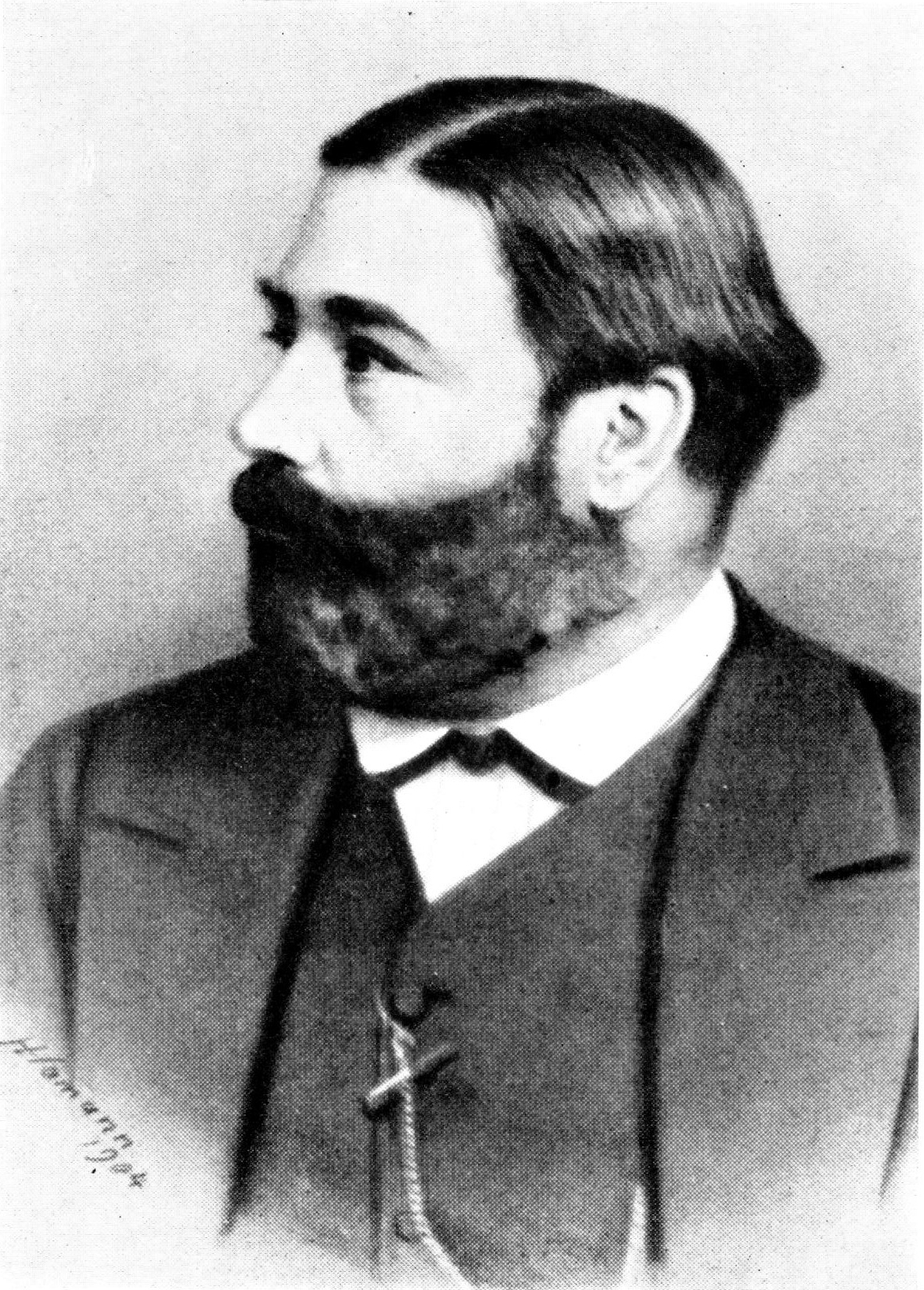
Ferdinand Schlachter, erster Präsident der Kammer

Ferdinand Schlachter (* 1824; † 27. September 1875 in St. Johann (Saar)) war ein deutscher Bankier und erster Präsident der Handelskammer Saarbrücken.

## Leben
Ferdinand Schlachter wurde als Sohn des Balthasar Schlachter und dessen Ehefrau Caroline Schmidtborn geboren.
Er übernahm das von seinem Vater im Jahre 1826 gegründete Bankhaus B. Schlachter.
Im Februar 1864 wurde er zum Präsidenten der Saarbrücker Handelskammer gewählt und blieb bis 1875 in diesem Amt, als Theodor Röchling die Nachfolge antrat.
Im Oktober 1862 hatten Saarbrücker Kaufleute die Errichtung einer Handelskammer beantragt. Die Genehmigung hierfür wurde am 2. November 1863 durch den preußischen König Wilhelm I. erteilt. Bereits 1843 hatten 46 führende Kaufleute und Industrielle einen derartigen Antrag gestellt, der aber durch die preußische Regierung abgelehnt wurde.
Anfang Dezember 1863 wurden die ersten Kammerwahlen durchgeführt und neun Mitglieder bestimmt. 
Eduard Karcher wurde zum ersten Präsidenten gewählt, musste das Amt aber wegen Zeitmangels nach wenigen Tagen ablehnen. So wurde Ferdinand Schlachter der erste Präsident.
Im August 1862 verfasste er als Mitglied der Revisionskommission der Aktionäre gemeinsam mit anderen Mitgliedern der Rhein-Nahe-Eisenbahn-Gesellschaft eine Petition an das Preußische Abgeordnetenhaus mit dem Inhalt, die Direktion der Bahngesellschaft anzuweisen, mit der Revisionskommission in Verbindung zu treten und ihr Einsichtnahme in die Bücher und andere Unterlagen zu gewähren.

## Sonstiges
Während der Schlacht bei Spichern im August 1870 waren neben dem Deutschen König zahlreiche Persönlichkeiten zur Inspektion in den Saarbrücker Raum gekommen. So fand Großherzog Carl Alexander (Sachsen-Weimar-Eisenach) Unterkunft im Hause Schlachter.